# Duinzomerkorst
Duinzomerkorst (Vezdaea aestivalis) is een korstmossoort uit de familie Vezdaeaceae. Hij leeft in symbiose met de alg Leptosira.

## Determinatie
Duinzomerkorst is een korstvormig korstmos met een thallus van donkergroene of grijsachtig groene goniocyten. De apotheciën zijn aangedrukt of ondergedompeld, buff of roodbruin. De parafysen zijn gewikkeld rond elke ascus. De ascosporen zijn 1(–3) septaat en meten 15–19 × 5–7 µm.

## Ecologie
Duinzomerkorst is een terrestrische soort die karakteristiek is voor de kustduinen. 

## Verspreiding
In Nederland is duinzomerkorst zeer zeldzaam.